# Haworth Mesa
Die Haworth Mesa ist ein 3610 m hoher und vereister Tafelberg mit felsigen Steilhängen im westantarktischen Marie-Byrd-Land. In der westlichen Wisconsin Range der Horlick Mountains ragt er 8 km lang und 5 km breit zwischen der Sisco Mesa und Mount McNaughton auf, wo er einen Teil der Wasserscheide zwischen dem Norfolk- und dem Olentangy-Gletscher bildet.
Der United States Geological Survey kartierte den Berg anhand eigener Vermessungen und mittels Luftaufnahmen der United States Navy aus den Jahren von 1960 bis 1964. Das Advisory Committee on Antarctic Names benannte ihn 1967 nach dem US-amerikanischen Teilchenphysiker Leland John Haworth (1904–1979), Direktor der National Science Foundation von 1963 bis 1969.